# Illapu

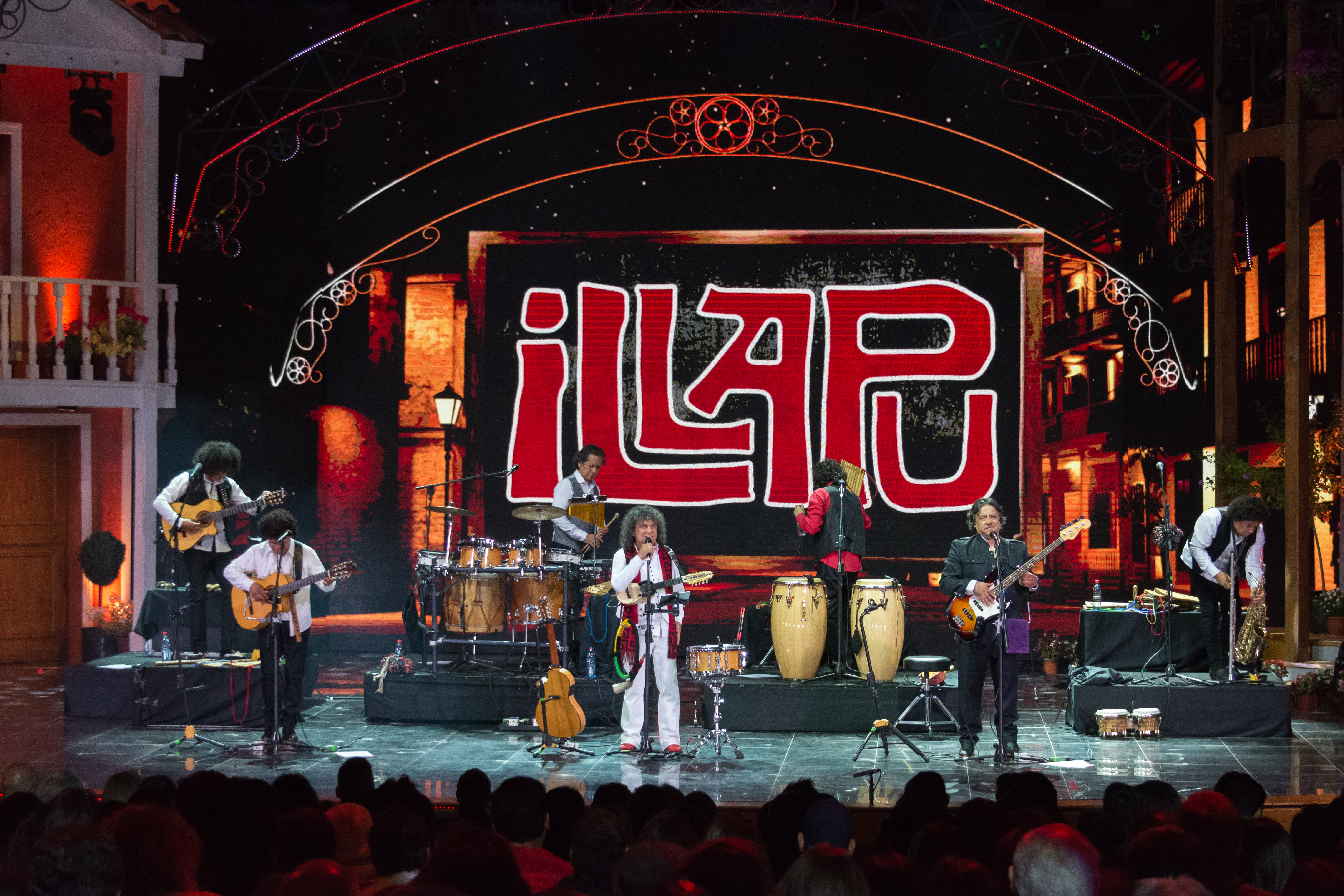
Illapu 2019

Illapu, ist eine chilenische Musikgruppe, die 1971 in der im Norden gelegenen Stadt Antofagasta gegründet wurde. Die Gründer der Gruppe sind die Brüder José Miguel, Jaime, Andrés und Roberto Márquez Bugueño. Später kamen Osvaldo Torres und Pato Valdivia als Mitglieder dazu.
Illapu bedeutet in der Sprache der Quechua „Blitz“.
1972 zogen die Musiker nach Santiago de Chile, um ihre Auftrittsmöglichkeiten zu erweitern und Studioaufnahmen zu machen. Sie nahmen ihr erstes Album Música Andina auf. Kurz darauf gewannen sie einen Preis beim Norte Andino Festival (Andean North Festival) in Calama mit der Interpretation von Dale Mañungo, komponiert von dem Songwriter Nano Acevedo.
1973 trat Illapu zum ersten Mal beim renommierten Musikfestival Internacional de la Canción de la Viña del Mar auf. Ihr neuartiger musikalischer Ansatz und ihre Ästhetik auf der Bühne brachten Illapu die Anerkennung der Musikkritik sowie großen Publikumszuspruch ein. In dieser Phase galten sie als neues Element in der Musikbewegung Nueva Canción Chilena („Neues chilenisches Lied“). Die finanziellen Mittel, die unter der Regierung der Volkseinheit von Salvador Allende für Kunst und Kultur bereitgestellt wurden, ermöglichten es Illapu, ihr künstlerisches Potenzial auszubauen und zu entfalten.
Nach einem Konzertaufenthalt im Ausland 1981 wurde der Gruppe vom herrschenden Pinochet-Regime die Wiedereinreise verweigert und so wurden die Musiker 1981 ins Exil gezwungen – zuerst gingen sie nach Frankreich und später nach Mexiko-Stadt. 1988 kehrten sie aufgrund politischer Lockerungen und verbesserter Bedingungen nach Chile zurück.
Die Gruppe trat während ihres politischen Exils beim Festival des politischen Liedes in Berlin auf, erstmals 1982.
Die meisten Kompositionen werden von den Mitgliedern der Musikgruppe selbst geschrieben. Sie schöpfen aber auch aus der Lyrik wichtiger südamerikanischer Dichter wie Pablo Neruda, Mario Benedetti oder Roque Dalton.

## Diskografie
- 1972: Música Andina
- 1975: Chungará
- 1976: Despedida del Pueblo
- 1977: Raza Brava
- 1978: Canto Vivo
- 1979: El Grito de la Raza
- 1980: En vivi: Teatro De La Ville Paris
- 1981: El Canto de Illapu
- 1983: Y es Nuestra
- 1984: De Libertad y Amor
- 1986: Para Seguir Viviendo
- 1988: Divagaciones
- 1989: En vivo: Parque La Bandera
- 1992: Vuelvo Amor... vuelvo vida, Divagaciones
- 1993: En Estos Días
- 1995: Multitudes
- 1998: Morena Esperanza
- 2000: Momentos Vividos
- 2001: Antología 1971-82
- 2002: Ojos de Niño
- 2006: Vivir es Mucho Más
- 2008: Vivo
- 2014: Con Sentido y Razón
- 2016: Antología Viva
- 2017: Chungará
- 2021: Y es nuestra

## Einzelnachweis
1. ↑  Festivalteilnehmer 1970-1990 – Festival Musik und Politik. Abgerufen am 10. Dezember 2018 (deutsch).